# Rhododendron 'Polaris'
Krydsning: Rho. yakushimanum x 'Omega'.
Udspringer med et væld af blomster i mange rosa nuancer. Der er indtil 18 enkeltblomster i de tætte klaser.
Meget ofte både 2 og flere knopper på hvert skud der udspringer primo juni.
Væksten er svag, tæt og rund.
Efter 10 år kun ca. 90 cm høj og 110 cm bred. En særdeles hårdfør plante med helt sin egen udstråling!
|  | Infoboks uden skabelon Denne artikel har en infoboks dannet af en tabel eller tilsvarende. |